# Heteroxenia bauiana
Heteroxenia bauiana är en korallart som beskrevs av May 1900. Heteroxenia bauiana ingår i släktet Heteroxenia och familjen Xeniidae. Inga underarter finns listade i Catalogue of Life.